# Газарагох
Газарагох (азерб. Ghazarahox) — село у Кельбаджарському районі Азербайджану. Село розташоване за 35 км на захід від Мартакерта поруч з Сарсанським водосхвищем та селом Акнаберд, через яке проходить траса з Мартакерту до села Атерк.

## Пам'ятки
В селі розташована церква, цвинтар, селище та каплиця часів середньовіччя.